# Уян (Иркутская область)
Уя́н — село в Куйтунском районе Иркутской области России. Административный центр Уянского муниципального образования.

## География
Находится на левом берегу реки Оки, при впадении в неё реки Алки, в 34 км к востоку от районного центра, пгт Куйтун.

## Население
| 2002 | 2010  | 2011  | 2012  |
| ---- | ----- | ----- | ----- |
| 1412 | ↘1121 | ↘1116 | ↘1097 |

По данным Всероссийской переписи, в 2010 году в селе проживал 1121 человек (538 мужчин и 583 женщины).

## Топонимика
Существует народная легенда, согласно которой название произошло от выражения «у Яна». Согласно этой легенде, в этом месте когда-то жил ссыльный поляк Ян. Местные жители часто употребляли выражения «был у Яна», «ночевал у Яна» и др., от которых якобы и появилось название села.
Однако, в действительности название имеет эвенкийские корни. Станислав Гурулёв производил данный топоним от эвенкийского уян — недостаточно закалённый, мягкий (о металле), однако аналогичные названия, например название населённого пункта Рыбный Уян в Качугском районе, он связывал с эвенкийским аян — старица, курья, мелководный залив.

## Известные уроженцы
- Михаил Маркелович Скуратов (1903—1989) — русский советский поэт.
- Николай Семёнович Мурашёв (1925 — 2007) — полный кавалер Ордена Славы.

## Инфраструктура
Администрация поселения.